# Heterodactylus lundii
Heterodactylus lundii is een hagedis uit de familie Gymnophthalmidae. De wetenschappelijke naam van de soort werd in 1862 gepubliceerd door Johannes Theodor Reinhardt en Christian Frederik Lütken. De soort komt voor in Minas Gerais in Brazilië.
Acratosaura · 
Adercosaurus · 
Alexandresaurus · 
Acratosaura · 
Adercosaurus · 
Alexandresaurus · 
Amapasaurus · 
Anadia · 
Andinosaura · 
Anotosaura · 
Arthrosaura · 
Bachia · 
Calyptommatus · 
Caparaonia · 
Cercosaura · 
Colobodactylus · 
Colobosaura · 
Colobosauroides · 
Dryadosaura · 
Echinosaura · 
Ecpleopus · 
Euspondylus · 
Gelanesaurus · 
Gymnophthalmus · 
Heterodactylus · 
Iphisa · 
Kaieteurosaurus · 
Leposoma · 
Loxopholis · 
Macropholidus · 
Marinussaurus · 
Micrablepharus · 
Neusticurus · 
Nothobachia · 
Oreosaurus · 
Pantepuisaurus · 
Petracola · 
Pholidobolus · 
Placosoma · 
Potamites · 
Procellosaurinus · 
Proctoporus · 
Psilops · 
Rhachisaurus · 
Riama · 
Riolama · 
Rondonops · 
Scriptosaura · 
Stenolepis · 
Tretioscincus · 
Vanzosaura